# Ileo (patologia)
Per ileo (dal greco eiléin, torcere, serrare),  si intende una grave condizione patologica, conosciuta altrimenti come occlusione intestinale, legata all'arresto della progressione della digestione del contenuto intestinale, liquido, solido o gassoso.
In base alla causa si possono distinguere:
- un ileo paralitico o adinamico, quando l'alterazione è funzionale e conseguente a una paralisi della muscolatura propria dell'intestino con blocco della peristalsi;
- un ileo meccanico, in cui l'occlusione è dovuta a un ostacolo vero e proprio.

Viene definita invece subocclusione intestinale una condizione particolare di ileo meccanico, in cui l'ostruzione sia solo parziale, manifestandosi con episodi subacuti e/o ricorrenti.

## Generalità
Ileo meccanico
Nel caso dell'ileo meccanico il lume intestinale può essere ostruito per una:
- causa intraluminale: da ostacolo presente al suo interno;
- causa intramurale: da alterazione parietale che ne riduca il lume;
- causa extraintestinale: da compressione esterna.

In ogni caso l'occlusione può essere incompleta, caratterizzata da episodi sfumati detti sub-occlusivi che regrediscono e si ripetono nel tempo fino alla fase di occlusione critica, o completa, che esordisce con un quadro clinico acuto. La terapia è sostanzialmente chirurgica e consiste nella rimozione della causa occlusiva, con conseguente normalizzazione delle alterazioni fisiopatologiche tipiche della malattia.
L'ileo meccanico è caratterizzato dalla sofferenza di un segmento circoscritto dell'intestino mentre il resto del viscere viene coinvolto solo in un secondo momento. Dal punto di vista anatomopatologico si possono osservare quadri diversi legati all'evoluzione della malattia:
- i segmenti a monte dell'ostruzione inizialmente appaiono normali dal punto di vista macroscopico e funzionale. Con il passare delle ore cominciano a dilatarsi progressivamente fino a raggiungere a volte volumi estremamente grandi. La peristalsi aumenta di intensità ma è inefficace perché irregolare e disordinata. Le pareti dell'intestino diventano edematose, di colorito violaceo con segni di ischemia che vanno dalla comparsa di piccole aree nerastre a fenomeni evidenti di necrosi e gangrena che portano alla perforazione dell'organo;
- il tratto interessato dall'ostruzione presenta segni caratteristici legati alla causa che l'ha determinata. Nel caso di un corpo estraneo si manifesterà una congestione edematosa della parete con possibili erosioni o ulcerazioni da decubito. Nella patologia infiammatoria o neoplastica il quadro anatomo-patologico sarà caratterizzato dalle lesioni tipiche di queste malattie. Nello strangolamento prevarranno i segni di ischemia;
- i segmenti a valle della ostruzione si presenteranno perfettamente normali e funzionanti e questa loro condizione si manterrà tale anche nelle fasi avanzate della malattia. Per tale motivo anche in presenza di una situazione di occlusione intestinale meccanica conclamata sarà possibile che il paziente abbia per alcune ore una canalizzazione (apparentemente) normale.

Ileo adinamico o paralitico
In questo caso l'intestino viene coinvolto globalmente fin dall'inizio in quanto l'evento scatenante, ossia la paralisi, interessa non un particolare segmento, ma tutto il viscere. Il quadro anatomo-patologico inizialmente evidenzia una modesta dilatazione dei primi tratti intestinali (che possono essere adeguatamente decompressi con l'introduzione di un sondino naso-gastrico) e qualche volta di quelli distali (per i quali, allo stesso scopo è utilizzata una sonda rettale). Raramente l'occlusione paralitica raggiunge livelli preoccupanti, in quanto la paralisi abitualmente regredisce nell'arco di poche ore; quindi questa forma presenta un decorso clinico meno grave rispetto a quella meccanica. Tipico esempio è l'ileo paralitico post-operatorio. Diverso è il caso in cui l'adinamia rappresenti la fase terminale di un ileo meccanico, sia dovuta a peritonite o a insufficienza vascolare mesenterica. In questi casi costituisce un segno prognostico e diagnostico molto importante.

## Fisiopatologia
Per comprendere la gravità del quadro occlusivo è necessario ricordare alcuni aspetti della fisiologia e della fisiopatologia del canale alimentare. 
- Gas: nel lume intestinale è presente abitualmente una certa quantità di gas in gran parte dovuto all'ingestione di aria e in parte ai processi di fermentazione batterica. Determinante anche, a livello duodenale,  lo sviluppo di anidride carbonica che accompagna la neutralizzazione dell'acido cloridrico gastrico da parte del succo biliare e pancreatico. Questo gas, circa 100-120 mL,  percorre il canale intestinale dal retto all'ano, dal quale poi viene espulso. In presenza di un ileo la quantità di gas aumenta enormemente perché all'aria ingerita, che non può progredire a causa dell'ostruzione, si aggiunge una maggiore produzione di gas da parte della flora intestinale a sua volta molto aumentata.
- Liquidi e sali: una quantità di liquidi pari a 8-10 litri, contenenti elettroliti, percorre nelle 24 ore il primo tratto del canale digerente. A livello duodenale e digiunale dell'intestino tenue gran parte di questo liquido viene riassorbito insieme alle sostanze nutritizie introdotte con gli alimenti e in esso disciolte. Il procedimento, che avviene per filtrazione dal lume intestinale al compartimento vascolare attraverso la parete, continua anche nell'ultimo tratto ileale dell'intestino tenue, quindi nel colon ascendente e ancora in quello trasverso. Il riassorbimento essicca progressivamente il contenuto dell'intestino che a livello del colon discendente e del sigma assume la tipica forma e consistenza fecale. I liquidi e gli elettroliti sono in parte introdotti nelle secrezioni salivari, gastriche, biliari e pancreatiche attraverso gli alimenti. In presenza di un'occlusione, i liquidi si raccolgono nei segmenti a monte dell'ostruzione dove continuano a crescere, sia perché la parete intestinale perde la sua capacità di filtrazione, sia perché essa stessa comincia a produrre secrezione. Le pareti intestinali, sempre più sofferenti, diventano edematose e congestionate per cui si lasciano passivamente infiltrare dal liquido enterico che comincia a trasudare nella cavità peritoneale ove si raccoglie.
- Flora batterica: il canale intestinale ha un'elevata presenza di flora batterica, in particolare a livello buccale e colico, in quanto nel tratto intermedio essa è in parte distrutta dall'acido cloridrico prodotto dallo stomaco. Si calcola che più di un terzo del peso delle feci sia costituito da batteri. Nel corso dell'occlusione si ha un aumento della flora batterica, che tuttavia incide negativamente sul quadro generale, soltanto in presenza di compromissione vascolare dell'organo (come nel caso dello strangolamento) o quando intervenga come complicazione delle fasi più avanzate della malattia.
- Alterazioni vascolari: la compromissione vascolare, di fatto, comporta l'ischemia dei tessuti o il loro infarcimento emorragico con perdita della capacità di filtrazione selettiva della parete che si lascia attraversare passivamente dall'essudato tossico formatosi sia nel proprio interstizio sia nel lume dell'intestino. Questo liquame di colore scuro e di odore fetido si raccoglie nella cavità peritoneale, determinando una peritonite. I fenomeni ischemici, inoltre, determinando la necrosi e quindi la perforazione di porzioni più o meno estese della parete, permettono al contenuto intestinale, fortemente settico, di versarsi nella cavità addominale aggravando il quadro peritonitico.
- Squilibrio idro-elettrolitico: come detto l'intestino contiene un'elevata quantità di liquidi e sali, pari a circa 1/3 della massa idrica corporea, che essendo riassorbiti durante la fase digestiva rimangono all'interno della struttura corporea rappresentando una frazione importante dell'equilibrio idrico-salino. Nell'occlusione intestinale questo meccanismo di riassorbimento viene compromesso. Una quantità rilevante di liquido si raccoglie nelle anse dilatate ove rimane sequestrato e quindi escluso dalla circolazione sistemica. A questa perdita si associa quella di importanti elettroliti in esso disciolti come il sodio, il cloro o il potassio o di altre sostanze come la vitamina K e ciò determina una serie di ulteriori problemi con disturbi della coagulazione del sangue (mancanza di vitamina K) o con alterazioni della conducibilità nervosa e della contrattilità muscolare (carenza di potassio). Si determina quella condizione gravissima detta di squilibrio idro-elettrolitico che se non corretta rapidamente porta allo shock ipovolemico, mortale.
- Peristalsi: l'intestino normalmente è percorso da onde peristaltiche che insieme a fenomeni di contrazione segmentaria contribuiscono al mescolamento e alla progressione del contenuto intestinale. L'insorgenza di un ileo meccanico determina inizialmente un aumento della peristalsi. In questo modo l'intestino, aumentando la forza con cui viene spinto in avanti il bolo alimentare, cerca di forzare l'ostacolo. Tale azione non sempre riesce nell'intento sia perché l'ostruzione può essere totale, sia per l'irregolarità e l'incoordinazione delle onde peristaltiche. Nelle fasi avanzate della malattia l'esaurimento funzionale della capacità peristaltica, aggravata dalla perdita di potassio, porta a un'atonia completa. La peristalsi scompare e subentra la paralisi del sistema. È il momento in cui l'occlusione meccanica diventa occlusione paralitica e rappresenta il quadro irreversibile e quindi terminale della malattia. Clinicamente il paziente ha un miglioramento con scomparsa dei dolori violenti che lo torturavano, che però è solo il segno di una fine imminente.

## Eziologia

### Ileo paralitico
Uno stato di occlusione intestinale in assenza di un'evidente causa di ostruzione viene definita ileo paralitico. Esso è caratterizzato:
- dalla distensione soprattutto dello stomaco e del colon;
- dal fatto di essere transitorio e quindi reversibile;
- dal fatto di non richiedere terapia chirurgica.

È legato all'atonia della muscolatura intestinale per inibizione della sua innervazione da parte di varie sostanze, locali o esterne, che agiscono su recettori specifici peritoneali. Tra le tante cause ne ricordiamo le più frequenti:
- intra peritoneali: 
  - presenza di corpi estranei o sostanze biologiche (sangue, bile, urine);
  - irritazione peritoneale (ascessi peritoneali, perforazione di visceri, sofferenza vascolare dell'intestino, traumi addominali aperti o chiusi) e patologie dei visceri addominali (appendicite, colecistite);
  - apertura del peritoneo o/e manipolazione dei visceri endo addominali (da intervento chirurgico).
- extra peritoneali:
  - pancreatite acuta, patologia retroperitoneale (aneurismi), traumi del rachide, gravi quadri dolorosi (colica renale), torsione di cisti ovarica.
- extra addominali:
  - patologie d'organo (infarto, polmonite, ictus).
- generali (alterazioni idro-elettrolitiche, dismetabolismi, farmaci che bloccano la trasmissione nervosa (ganglioplegici), o antagonisti dell'acetilcolina (anticolinergici), o antistaminici, o anestetici generali (narcotici).

Gli interventi di chirurgia, particolarmente addominale, costituiscono la causa più frequente di ileo paralitico. Esso si presenta sistematicamente ma in tempi e modi diversi legati a vari fattori: 
- all'entità del trauma chirurgico subito (irritazione peritoneale, manipolazioni, tecnica aperta o laparoscopica);
- al tipo e alla durata dell'anestesia;
- alla somministrazione di farmaci particolari;
- all'entità del dolore.

### Ileo meccanico
Nel caso dell'ileo meccanico si riconoscono diversi meccanismi di occlusione:
- Stenosi del viscere. Quando patologie tumorali o infiammatorie o malformative riducono il lume del viscere. Un restringimento del lume può essere anche la conseguenza di un'anastomosi intestinale, di un ematoma nella parete intestinale o l'esito cicatriziale di una o più ulcere duodenali. In genere queste forme sono ingravescenti e quindi l'occlusione vera e propria viene preceduta da episodi sub-occlusivi spesso misconosciuti.
- Compressione. È la situazione in cui una massa estrinseca preme sull'intestino occludendolo. Il più delle volte è dovuta a patologia neoplastica.
- Ostruzione. Molto frequente è legata alla presenza nel lume del viscere di un ostacolo di varia natura. Si può trattare di corpi estranei ingeriti o introdotti per via anale, di boli alimentari particolarmente voluminosi, di ammassi di peli o sostanze vegetali quali i trico- o fito-bezoari, di calcoli biliari (ileo biliare), di fecalomi. L'ostruzione rappresenta inoltre il momento finale della quasi totalità delle condizioni stenotiche aderenze.
- Angolatura. È un meccanismo dovuto in genere a pregressi interventi (specie a cielo aperto) o patologie endoaddominali che hanno portato alla formazione di briglie aderenziali uniche o multiple. Tali aderenze fissano le anse intestinali tra loro o ad altri organi o alla parete, angolandole e di conseguenza occludendole.
- Strangolamento. Il termine indica situazioni diverse contraddistinte da un elemento comune: una grave sofferenza dell'ansa dovuta a compressione del suo peduncolo vascolare. Lo strangolamento interviene nel:
  - Volvolo: quando l'intera ansa intestinale e quindi il peduncolo vascolare contenuto nel suo mesentere ruota attorno al proprio asse, attorcigliandosi.
  - Invaginazione: quando un'ansa intestinale entra in una ansa contigua (come un segmento di cannocchiale) trascinandosi appresso il peduncolo vascolare e comprimendolo.
  - Strozzamento da cingolo: quando un'ansa intestinale penetra in un anello o in un forame anatomico rimanendovi incarcerata insieme al proprio peduncolo.
  - Occlusione del colon: Un ostacolo alla progressione delle feci nel colon, per una stenosi neoplastica o infiammatoria (aderenza), condiziona a sua volta una stasi a monte nel tenue, determinando un ileo.

## Quadri clinici

### Ileo paralitico
Il paziente presenta un quadro caratterizzato da nausea, vomito e distensione addominale con dolore poco intenso e mal localizzabile. In generale l'entità poco rilevante dei sintomi e i dati anamnestici (intervento subìto, trauma pregresso, colica in atto) servono a differenziarlo agevolmente dall'occlusione meccanica. L'ileo paralitico (adinamico) si divide in peritonitico e da appendicite oppure infarto intestinale e post-operatorio con cessazione di funzione dell'intestino dopo chirurgia. Ci sono due sistemi che controllano l'attività intestinale: il sistema parasimpatico che controlla l'innalzamento dell'attività intestinale e il sistema simpatico che controlla l'abbassamento dell'attività intestinale. La diagnosi che si esegue è la diretta radiografia addominale oppure il TX durante un intervento chirurgico.

### Ileo meccanico
I sintomi dell'occlusione meccanica sono costituiti da:
- Chiusura dell'alvo a feci e gas (assenza di canalizzazione). È un sintomo patognomonico anche se si presenta con tempi e modalità variabili. Nel caso di un'occlusione alta, a livello esofageo o gastrico, l'alvo rimarrà comunque aperto per qualche tempo essendo l'intestino a valle dell'ostruzione integro e quindi funzionante. Nel caso di un'occlusione bassa, a livello del retto, la chiusura dell'alvo sarà viceversa immediata. Nelle occlusioni basse e incomplete potrà essere presente una diarrea, pseudo diarrea, caratteristicamente alternata a periodi di stipsi.
- Vomito (fecaloide o alimentare o biliare) L'entità e l'epoca di comparsa del vomito dipendono anch'esse dal livello e dal tipo di occlusione. Sarà precoce nelle forme alte e la presenza di bile (che viene secreta a livello della II porzione duodenale) contribuirà a distinguere le forme intestinali da quelle esofagee e gastriche ove invece sarà assente. Nelle occlusioni basse il vomito interverrà più tardivamente assumendo spesso connotati fecaloidi per diventare più raro o mancare nelle ostruzioni a livello rettale.
- Dolore. Il dolore è un sintomo importante legato in particolare all'incremento della peristalsi. Nelle forme alte esso può essere intenso e di tipo intermittente. Nelle forme ileali è invece, crampiforme, parossistico, intervallato da periodi di tregua. Nelle forme basse assume un carattere sordo, gravativo. Il subentrare di un dolore lancinante e costante quando si accompagna ad altri sintomi peritonitici indica complicanze quali lo strangolamento o la perforazione. La scomparsa improvvisa del dolore può significare la risoluzione spontanea dello stato occlusivo ma il più delle volte invece indica un aggravamento della stessa con la trasformazione di un ileo meccanico in un ileo paralitico.
- Distensione addominale. Assente nelle forme alte è molto evidente nelle ostruzioni a livello del colon discendente o ancora più basse. La distensione della parete addominale è la conseguenza diretta e visibile di quella dell'intestino a sua volta legata all'accumulo di liquidi e aria.
- Ipovolemia. È la sottrazione di liquidi alla massa idrica totale, dal lume intestinale dei segmenti a monte della ostruzione. Questa ipovolemia è aggravata dalle perdite che avvengono con il vomito e porta alla concentrazione ematica e allo shock ipovolemico.
- Perdita di elettroliti e ioni. Il vomito, a seconda del livello dell'ostruzione, comporta perdite significative di ioni ed elettroliti diversi. Ne derivano squilibri elettrolitici, particolarmente nelle occlusioni basse, e squilibri acido-base in quelle più alte con alcalosi o acidosi metaboliche.
- Altri segni: febbre, tachicardia, calo della pressione sanguigna, presenza di peristalsi evidente attraverso la parete addominale, rumori metallici all'auscultazione possono essere presenti in vario grado.

## Diagnosi
La diagnosi di occlusione intestinale non è particolarmente difficile così come non lo è la distinzione tra forme meccaniche e forme paralitiche. Nell'ileo meccanico risulta invece più problematico individuare la causa che l'ha determinato, il livello dell'ostruzione, così come stabilire il momento più opportuno nel quale intervenire. 
- La diagnosi clinica si basa sui dati anamnestici e sull'esame obiettivo:
  - Ispezione: permette di valutare l'entità della distensione dell'addome sulla cui parete, se sottile, si possono evidenziare formazioni bozzolute a volte animate da movimenti vermicolari dovuti all'iper-peristalsi. L'ispezione consente inoltre di evidenziare eventuali ernie della parete che possono indirizzare verso una diagnosi di strangolamento o esiti cicatriziali che possono far pensare a briglie o aderenze postoperatorie.
  - Palpazione: offre elementi interessanti perché consente di valutare la consistenza della parete addominale di solito tesa elastica e mai rigida o lignea. Questi ultimi segni sono caratteristici della peritonite, evento che insorge a seguito della trasudazione o dal versamento franco di liquame tossico dal lume intestinale alla cavità peritoneale.
  - Percussione: in corrispondenza delle anse dilatate alterna zone di timpanismo per presenza di aria a zone di ottusità per presenza di liquido. Percuotendo delicatamente l'addome e auscultandolo contemporaneamente è possibile avvertire rumori metallici caratteristici dovuti all'urto della colonna di liquido contro la parete intestinale (come in un palloncino di gomma riempito parzialmente d'acqua e agitato).
  - Auscultazione: consente di valutare l'entità della peristalsi che quando più tumultuosa si accompagna a tipici rumori idro-aerei o borborigmi. Nel decorso post-operatorio, quando si instaura l'ileo adinamico, è buona norma auscultare periodicamente l'addome del paziente. Ciò consentirà di distinguere una prima fase di silenzio assoluto cui nelle ore successive seguirà il rilievo di rumori peristaltici deboli e poi sempre più forti fino a quando il paziente comincerà a emetter aria dall'ano. L'avvenuta canalizzazione segnerà per il paziente la fine della sintomatologia occlusiva e rappresenterà per il chirurgo il segno che il decorso post-operatorio procede normalmente.
- La diagnosi strumentale è basata fondamentalmente su due esami:
  - endoscopici che nel caso di occlusioni alte, esofagee, gastriche e duodenali o basse a carico del colon retto, ovvero di tratti raggiungibili con il fibroscopio, possono non solo dirimere ogni dubbio sulla sede e sulla natura dell'ostruzione ma diventare operatori. Infatti con l'ausilio dell'endoscopio possono essere rimossi eventuali corpi estranei, possono essere praticati prelievi bioptici atti a svelare patologie neoplastiche, possono essere posizionati tubi di drenaggio. Queste ultime manovre tese a veicolare all'esterno il liquido enterico giovano alla situazione locale evitando la dilatazione abnorme dell'intestino e dal punto di vista generale consentono di guadagnare qualche ora, utili al completamento delle indagini e alla preparazione ottimale del paziente all'intervento chirurgico. Per questi motivi gli esami endoscopici rivestono un ruolo importante e prioritario.

- - radiologici che rivestono grande importanza nell'accertare il livello e la natura dell'occlusione. Molto utile risulta l'esame diretto dell'addome che, praticato senza mezzo di contrasto, consente valutazioni importanti sulla sede dell'occlusione ma soprattutto sui morfodinamismi intestinali, cioè sull'entità e sull'ingravescenza della stessa rilevata dall'aspetto assunto dalle anse del tenue. Questo esame, tecnicamente semplice e ben accetto al paziente perché poco invasivo, può essere ripetuto più volte così da monitorare l'andamento della malattia e individuare il momento opportuno in cui intervenire chirurgicamente. Viene eseguito sempre in due proiezioni ortogonali, in modo da poter apprezzare l'aria contenuta nell'intestino che si porta verso l'alto mentre il liquido, più pesante, occupa la parte bassa delle anse, disegnando al loro interno il reperto caratteristico chiamato "livelli idro-aerei". L'entità e la quantità di questi livelli, l'aspetto delle anse intestinali, insieme a quello del liquido libero intraperitoneale valutato con l'esame ecografico, aumenterà o diminuirà nel tempo e consentirà di differenziarlo in ileo meccanico semplice, anse a pareti sottili e senza liquido fra le anse, ileo meccanico scompensato, pareti sottili ma presenza di liquido libero fra le anse, e scompensato, pareti ispessite e liquido libero fra le anse. La presenza del liquido allerta il clinico e orienta verso l'atto chirurgico. Spesso risulta utile l'integrazione con la tomografia computerizzata, condotta prima e dopo perfusione di mezzo di contrasto endovena, per valutare la perfusione vascolare e gli eventuali danni ischemici.
- Gli esami ematochimici quali l'emocromo, l'ematocrito, la misurazione degli elettroliti, quella dell'equilibrio acido-base, hanno importanza nell'indirizzare una terapia medica di supporto e di preparazione all'intervento chirurgico.

## Diagnosi eziologica
La diagnosi eziologica, e quindi l'individuazione della causa che ha determinato la patologia, è indubbiamente più difficile. Spesso è possibile solo al campo operatorio. Tranne che in alcuni casi evidenti, quale può essere uno strozzamento di un'ernia, o l'occlusione secondaria a ingestione di un corpo estraneo (dato anamnestico) in molti casi è una diagnosi di presunzione. Riveste un ruolo importante una raccolta accurata dell'anamnesi che deve riguardare in particolare le patologie pregresse o concomitanti. 
- Malformazioni. Le malformazioni presenti in un distretto, ad esempio cardiaco, possono essere associate a malformazioni di altri organi e quindi anche a livello intestinale in forma di stenosi o atresie.
- Malattie intestinali. Alcune malattie, come la malattia di Crohn ma anche un'appendicite o una diverticolosi, possono complicarsi con aderenze.
- Malattie neoplastiche. I tumori sia benigni sia maligni dell'intestino spesso esordiscono con una sintomatologia occlusiva. Quelli degli altri organi endoaddominali possono esercitare una compressione su segmenti intestinali.
- Malattie parassitarie. Ammassi di elminti possono determinare un'occlusione meccanica.
- Pregressi interventi chirurgici in addome. Inducono a sospettare la presenza di fenomeni aderenziali. Una forma particolare è rappresentata dalla briglia cicatriziale, un cordone più o meno sottile che attorcigliandosi intorno all'intestino lo strangola.
- Traumi. Molti traumi rachidei determinano ileo paralitico. Quelli addominali possono essere causa di contusioni o ematomi delle pareti intestinali con formazione di cicatrici aderenziali.
- Patologie d'organo. Con meccanismo riflesso possono indurre ileo paralitico. Così le calcolosi renali (durante le coliche) quelle biliari (durante le coliche o per passaggio di un calcolo nelle vie intestinali: ileo biliare), le cisti ovariche (per la possibilità di torsione), la torsione del testicolo.

Anche l'età può risultare utile alla diagnosi etiologica.
- In presenza di un neonato occluso prima bisogna escludere le malformazioni quali le stenosi (restringimenti) e atresie (mancanza di un tratto) dell'esofago o del tratto anale, quindi si può pensare a un ileo da meconio o a un volvolo dell'intestino tenue.
- Nell'infanzia si deve pensare alle invaginazioni intestinali, a una stenosi del piloro, al megacolon, alla presenza di un diverticolo di Meckel, a un attacco di appendicite. Nella primissima infanzia è doveroso sospettare la ingestione di un corpo estraneo: sassolino, moneta, biglia.
- Nell'età giovanile e quindi adulta la maggioranza delle occlusioni è dovuta a complicazione delle ernie o a pregressi interventi.
- Nell'età avanzata aumenta il rischio di trovarsi davanti a fatti tumorali. Nelle persone anziane e in quelle allettate è molto frequente occlusione da fecaloma.

## Terapia

### Ileo paralitico
La transitorietà di questa condizione e la sua reversibilità limita il ricorso a terapie particolari. L'entità e la durata dell'ileo post-operatorio varia con il tipo di intervento subito e nel caso di interventi minori in cui esso si risolve in poche ore (appendicectomia, ernioplastica, colecistectomia per via laparoscopica) non è prevista terapia specifica. Nel caso di interventi maggiori è invece opportuna, a scopo decompressivo, la derivazione esterna dei succhi gastrici e intestinali con il posizionamento di un sondino naso-gastrico o naso-intestinale e una terapia integrativa idro-elettrolitica mediante infusione di soluzioni idrosaline. Nel caso di stato occlusivo paralitico indotto da eventi morbosi è sufficiente la terapia causale.

### Ileo meccanico
Nel caso di ileo meccanico è sempre opportuna un'adeguata terapia infusionale volta a evitare gli squilibri idro elettrolitici e una profilassi antibiotica a largo spettro per controllare il rischio di infezioni. Farmacologicamente si riesce a bilanciare gli effetti fisiopatologici negativi indotti dallo stato occlusivo, ma per breve tempo e quindi nei casi in cui esso regredisce spontaneamente o viene comunque risolto in modo incruento. Negli altri casi, quelli in cui la malattia evolve, la terapia medica comunque si mostra utile, perché consente di preparare adeguatamente il paziente all'intervento. Per lo stesso scopo è necessario ricorrere anche al posizionamento dei drenaggi evacuativi: sondino naso-gastrico e/o una sonda rettale.

### Terapia chirurgica
Dal punto di vista chirurgico l'intervento si pone alcuni obiettivi:
- accertamento dell'organo, della sede e della natura della ostruzione;
- la rimozione dell'ostacolo;
- il ripristino della canalizzazione con la conseguente correzione degli squilibri idrico-salini e metabolici;
- la risoluzione della patologia scatenante.

L'aggravamento del quadro clinico costituisce in genere l'indicazione alla terapia chirurgica ma occorre tener presente che se il ricorso a un intervento troppo precoce può costituire un errore (un intervento praticato in urgenza comporta molti rischi e inoltre alcune occlusioni si risolvono spontaneamente) intervenire tardivamente può rappresentare un dramma (paziente in condizioni generali molto compromesse). Queste considerazioni trovano riscontro nei dati statistici riferiti a questa tipologia di operazioni. I casi clinici operati precocemente hanno una prognosi più favorevole, ma i casi operati in urgenza hanno una più alta percentuale di mortalità. Appare quindi razionale, nei casi in cui non vi siano urgenze indifferibili (stato peritonitico) intervenire precocemente dopo aver stabilizzato il paziente.

### Tecnica generale
Spesso, soprattutto se lo si fa in urgenza, si interviene ignorando il livello e la natura dell'occlusione. Pertanto è buona norma eseguire una laparatomia che consenta un accesso ampio alla cavità addominale con una buona esposizione di tutti i visceri. 
- Molto utilizzato è il taglio mediano, xifo-ombelicale, che è rapido, esangue, consente una buona esplorazione, si presta a essere allargato con incisioni supplementari.
- Si procede quindi all'individuazione, non sempre agevole per la distensione in certi casi mostruosa del pacchetto intestinale, della prima ansa digiunale, all'angolo del Treitz.
- Si comincia con manovre estremamente delicate a esplorare, ansa per ansa, tutta la matassa intestinale svolgendola in senso aborale (allontanandosi dalla bocca, inizio del canale alimentare, e procedendo verso il retto).
- Ciò consente di raggiungere il punto in cui l'intestino mostrerà il tratto stenotico. I segmenti intestinali, fino a quel punto dilatati, a valle dell'ostruzione ritorneranno a essere di colorito e calibro normale.
- Ci si accerterà della causa dell'occlusione e della possibilità di eliminarla.
  - In caso di briglie o di aderenze semplici sarà sufficiente un colpo di forbice o di bisturi. In questi casi, ma soprattutto nel caso di strangolamento con compromissione vascolare, ci si accerterà dell'integrità dei segmenti intestinali coinvolti aspettando che il loro colorito ritorni normale e che ricompaiano i movimenti peristaltici.
  - Nel caso di ostruzioni intrinseche sarà necessario praticare un'enterotomia (apertura della cavità) per asportare l'eventuale corpo estraneo.
  - In presenza di lesioni neoplastiche si dovrà procedere a interventi più complessi con resezione dei tratti interessati e ricostruzione anastomotica del transito.

Nel caso in cui l'occlusione sia particolarmente grave e la distensione delle anse impedisca ogni tipo di manovra, a volte anche la semplice esplorazione, sono previste varie opzioni per detendere i segmenti coinvolti, anche se aumentano il rischio di contaminazione peritoneale per spandimento del liquido enterico o del materiale fecale. Allo scopo si può ricorrere a un'enterotomia decompressiva o meglio a una puntura aspirativa mediante un grosso punteruolo collegato a un aspiratore.
Se la situazione è tanto critica da rendere alto il rischio di deiscenza delle suture anastomotiche, è opportuno proteggerle esteriorizzando i segmenti occlusi con ileo o colostomie (gr. stoma = bocca) decompressive esterne in cui il tratto di ileo o di colon a monte dell'anastomosi viene abboccato alla parete addominale. Un tipo particolare di stomia è quella che si praticava abitualmente, ma che ancora oggi viene eseguita per alcune patologie del sigma quali i diverticoli complicati o il volvolo, e che prende il nome di esteriorizzazione alla Mikulicz. Queste stomie verranno chiuse a distanza di tempo con un reintervento. Nei casi più gravi per l'entità dei fenomeni occlusivi o per la presenza di peritonite in atto o per la difficoltà tecnica di procedere alla ricostruzione o per la gravità del quadro generale che richiede un intervento rapido, è prudente limitarsi a una derivazione esterna rimandando a un secondo tempo la ricostruzione anastomotica allorché il miglioramento del quadro generale e locale renderà più sicura la tenuta delle suture.
A ogni laparatomia è legata la possibilità che si formino aderenze o briglie cicatriziali, a maggior ragione a quelle praticate per risolvere i quadri occlusivi (interventi effettuati in urgenza, ampiezza del taglio, manipolazione dell'intestino, infiammazione dei visceri e del peritoneo). Così, non di rado, può accadere che un paziente operato per occlusione intestinale vada incontro a uno o più ulteriori fatti occlusivi per i quali è necessario un nuovo intervento. Negli ultimi decenni la chirurgia mini-invasiva ha soppiantato in molti settori quella aperta tradizionale. In relazione alla patologia occlusiva questa tecnica si presta a considerazioni importanti: 
- Essendo poco invasiva (tagli minimi, manipolazioni più delicate, tempi operatori abbreviati) limita la formazione di aderenze e briglie.
- Può essere impiegata efficacemente nelle fasi iniziali di un'occlusione riuscendo spesso a risolvere i quadri meno impegnativi.
- Nei casi in cui l'entità della patologia richieda la conversione alla chirurgia aperta offre indicazioni utili al chirurgo sia in fase di diagnosi di sede e natura della affezione sia per orientarlo nell'approccio laparotomico ideale.

Quadri radiografici:
- Quadro Rx di ileo - Röntgenbild eines paralytischen Ileus Archiviato il 19 febbraio 2007 in Internet Archive.
- Quadro Rx di ileo - Röntgenbild eines mechanischen Ileus.
- Quadro chirurgico di briglia aderenziale - Operation: Durchtrennung eines Verwachsungsstrangs (Bride) beim Ileus.

### Gastro-entero anastomosi
La gastro-entero anastomosi è un procedimento mini-invasivo, praticato per via eco-endoscopica, al posto dell'operazione chirurgica tradizionale.
Si utilizza come alternativa alla chirurgia per pazienti non operabili, come una malata di cancro al pancreas che aveva subito un'occlusione duodenale cui era stata creata un'anastomosi tra stomaco e un'ansa digiunale, con posizionamento di una protesi per via ecoendoscopica, bypassando l'occlusione, per consentire agli alimenti di oltrepassare l'ostacolo e alla donna di ricominciare a mangiare.